# Aizkoa
 (mai 2017).
Aizkoa est une montagne culminant à 954 mètres, d'altitude dans le massif d'Abartan en Navarre (Espagne).